# Danila Prochin
Danila Andreevič Prochin (in russo Дани́ла Андре́евич Про́хин?; Kiriši, 24 maggio 2001) è un calciatore russo, difensore dell'Orenburg in prestito dal Rostov.

## Caratteristiche tecniche
È un difensore centrale.

## Carriera

### Club
Cresciuto nel settore giovanile dello Zenit San Pietroburgo, ha esordito in prima squadra il 30 ottobre 2019 disputando l'incontro di Kubok Rossii vinto 4-0 contro il Tom' Tomsk. L'11 luglio seguente ha debuttato anche in Prem'er-Liga in occasione del match pareggiato 1-1 contro l'Achmat Groznyj.

### Nazionale
Ha giocato nelle nazionali giovanili russe Under-17, Under-19 ed Under-21.

## Statistiche
Statistiche aggiornate al 19 agosto 2020.

### Presenze e reti nei club
| Stagione        | Squadra               | Campionato      | Campionato | Campionato | Coppe nazionali | Coppe nazionali | Coppe nazionali | Coppe continentali | Coppe continentali | Coppe continentali | Altre coppe | Altre coppe | Altre coppe | Totale | Totale | Totale |
| Stagione        | Squadra               | Comp            | Pres       | Reti       | Comp            | Pres            | Reti            | Comp               | Pres               | Reti               | Comp        | Pres        | Reti        | Pres   | Reti   |        |
| --------------- | --------------------- | --------------- | ---------- | ---------- | --------------- | --------------- | --------------- | ------------------ | ------------------ | ------------------ | ----------- | ----------- | ----------- | ------ | ------ | ------ |
| 2019-2020       | Zenit San Pietroburgo | PL              | 3          | 0          | CR              | 1               | 0               |                    | -                  | -                  |             | -           | -           | 4      | 0      |        |
| 2020-2021       | Zenit San Pietroburgo | PL              | 2          | 0          | CR              | 0               | 0               |                    | -                  | -                  | SR          | 0           | 0           | 2      | 0      |        |
| Totale carriera | Totale carriera       | Totale carriera | 5          | 0          |                 | 1               | 0               |                    | -                  | -                  |             | 0           | 0           | 6      | 0      |        |

## Palmarès

### Club

#### Competizioni nazionali
- Campionato russo: 2

Zenit: 2019-2020, 2020-2021
- Coppa di Russia: 1

Zenit: 2019-2020
- Supercoppa di Russia: 2

Zenit: 2020, 2021